# Ефимов, Игорь Маркович
И́горь Ма́ркович Ефи́мов (псевдоним — Андрей Московит; 8 августа 1937[…], Москва — 12 августа 2020, Оберн, Пенсильвания) — русский и американский писатель, философ, публицист и издатель; автор книг для детей, основатель издательства «Эрмитаж» (Анн-Арбор).

## Биография
После ареста отца в 1937 году был с матерью и бабушкой Каролиной Матусовной Крутянской выслан в Рыбинск. В начале Великой Отечественной войны они были эвакуированы из Москвы в посёлок Юдино (ныне в черте города Казани). Мать работала в колонии для несовершеннолетних преступников, расположенной в бывшем монастыре.
После войны семья поселилась в Ленинграде, где его мать занялась изготовлением мягких игрушек и вела кружок рукоделия во Дворце пионеров имени А. А. Жданова; опубликовала множество пособий и переиздававшихся огромными тиражами альбомов с чертежами выкройки игрушек и собственными рисунками.
В 1954 году И. М. Ефимов поступил в Ленинградский политехнический институт, где начал свою литературную деятельность, став членом студенческого литературного кружка. Будучи студентом, И. М. Ефимов стал свидетелем преследования Б. Л. Пастернака, которое сильно повлияло на начинающего писателя. Дальнейшее своё творчество он не хотел связывать с господствующим в то время в культурной среде СССР соцреализмом, примкнув к литературным «изгнанникам» русского андеграунда.
Окончив энергомашиностроительный факультет Ленинградского политехнического института (1960), работал начальником испытательного стенда ЦКТИ (1960—1963), преподавателем филиала Политехнического института при Металлическом заводе (лето 1963 — весна 1964). В дальнейшем занимался литературным трудом. Член Союза писателей СССР (1965). В 1969—1973 годах учился на Высших литературных курсах.
Автор книг «Смотрите, кто пришёл!», «Лаборантка», «Свергнуть всякое иго», повестей и рассказов для детей, радио и телепьес. В Ленинграде 1960-х входил в литературную группу «Горожане» (Б. Вахтин, В. Губин, В. Марамзин). В составе группы писатель поддерживал И. А. Бродского, на которого в 1964 году было заведено уголовное дело о тунеядстве; в числе прочих общественных акций И. М. Ефимов вместе со своей женой — писательницей и поэтессой Мариной Рачко — собирали подписи в защиту поэта.
Только после отъезда Ефимова из СССР в 1978 году стало известно, что философские труды «Практическая метафизика» и «Метаполитика», ходившие в самиздате и напечатанные на Западе под псевдонимом Андрей Московит, принадлежат его перу.
В эмиграции сначала работал в издательстве «Ардис», а затем основал издательство «Эрмитаж» (1981), которое выпускало стихи, романы, мемуары, эссе, не имевшие шанса быть напечатанными в Советской России. Здесь же выходят новые романы Ефимова — «Как одна плоть» (1980), «Архивы Страшного суда» (1982), «Седьмая жена» (1990), историческое исследование об убийстве президента Кеннеди (1987), сборники статей. После 1991 года почти все книги Ефимова были перепечатаны в России. Три его романа — «Не мир, но меч» (1996), «Суд да дело» (2001) и «Новгородский толмач» (2003) были первоначально опубликованы в журнале «Звезда». Там же был напечатан его новый философский труд «Стыдная тайна неравенства» (отдельной книгой вышел в Москве в 2006). В 2005 году вышли воспоминания Ефимова «Нобелевский тунеядец» об Иосифе Бродском, а в 2006 — роман «Неверная», с которым писатель в 2007 году номинировался на премию "Большая книга". Пять книг Ефимова изданы в Америке в переводе на английский, его книга об убийстве президента Кеннеди в 2006 году была переведена и опубликована во Франции.

## Семья
- Отец — кинооператор, позже разведчик-нелегал Марк Яковлевич Крутянский-Ефимов (1902, Кишинёв — 1938, Хабаровск)[9][10], оперуполномоченный 3-го отдела ГУГБ НКВД СССР[11] — был репрессирован в год рождения сына 17 июня 1937 года, этапирован в Хабаровск и расстрелян 9 февраля 1938 года[12][13] (реабилитирован посмертно 3 сентября 1958 года)[14].
- Мать — Анна Васильевна Ефимова (по беллетризованным воспоминаниям сына — урождённая Мельникова, в эвакуационных документах указана девичья фамилия Шпак[4][15]; по первому мужу Винтер[16], 1908—2004[17]), дочь Василия Ивановича Мельникова, члена правления и директора Киевского филиала Украинбанка[18]. В начале 1930-х годов была первым директором (художественным руководителем) Хабаровского кукольного театра[19][20]. В 1935—1936 годах — актриса театра кукол Образцова. В 1981 году переехала к сыну в США.
- Дядя — начальник 2-го (Восточного) отдела разведуправления РККА, корпусной комиссар Фёдор Яковлевич Карин (Крутянский)[7][12][21].
- Жена — Марина Михайловна Ефимова (1937—2021), ведущая Радио Свобода, прозаик, мемуарист, в качестве литературного псевдонима использовала свою девичью фамилию Рачко[22]. Две дочери.

## Отзывы
Все критики, писавшие о творчестве Ефимова, отмечали философский характер его прозы. Яков Гордин в предисловии к российскому изданию романа «Архивы Страшного суда» указывает ещё на одну черту его творчества: «Подлинным героем прозы Ефимова всегда была — страсть. Иными словами — возбуждённая воля».
Иосиф Бродский: 

Игорь Ефимов продолжает великую традицию русских писателей-философов, основоположником которой можно считать Герцена… «Седьмая жена» — абсолютно блистательный плутовской роман… переполненный сатирой, лиризмом, напряжённым действием, который мчится… на ошеломительной скорости через Америку и Россию.

## Фильмография
- 1969 — «Взрывы на уроках», телеспектакль.

## Статьи
- Краткое перемирие в вечной войне
- Сербские мотивы
- Закат Америки в 21-м веке
- Исправительно-принудительная демократия
- Вспоминая Бродского (О книге Людмилы Штерн «Бродский: Ося, Иосиф, Joseph»)
- Несовместимые миры: Достоевский и Толстой
- Солженицын читает Бродского
- Сладострастие убийства
- Грядущий Аттила
- Двадцать лет спустя: август 1991 года. Круглый стол журнала «Нева», № 8, 2011 А. Мелихов, Л. Аннинский, А. Кушнер, И. Ефимов, С. Гавров, В. Елистратов, Д. Травин, В. Кавторин.